# Sfruz
Sfruz és un municipi italià, dins de la província de Trento. L'any 2007 tenia 309 habitants. Limita amb els municipis d'Amblar, Coredo, Don, Smarano, Tramin an der Weinstraße (BZ) i Tres.

## Administració
| Període | Identitat   | Partit        |
| ------- | ----------- | ------------- |
| 2008-   | Elena Biasi | Llista cívica |